# Stenothericles rossi
Stenothericles rossi är en insektsart som beskrevs av Marius Descamps 1977. Stenothericles rossi ingår i släktet Stenothericles och familjen Thericleidae. Inga underarter finns listade i Catalogue of Life.